# The Cabox (montaña)
The Cabox es la montaña más alta en la isla de Terranova, localizada en la parte occidental de la isla cerca de la ciudad costera de Stephenville. Mide 812 m de alto y es el pico central de los Lewis Hills de las Long Range Mountains, los cuales son una cordillera de los Montes Apalaches.